# موتور بمب شمس (أرزوئية)
موتور بمب شمس (بالإنجليزية: Mowtowr Pamp-e Shams)‏ هي منطقة سكنية تقع في إيران في Arzuiyeh Rural District.